# Vyšné nad Hronom
Vyšné nad Hronom (bis 1948 slowakisch „Naďod“; ungarisch Nagyod) ist eine Gemeinde im Westen der Slowakei mit 176 Einwohnern (Stand 31. Dezember 2024), die zum Okres Levice, einem Teil des Nitriansky kraj, gehört.

## Geographie
Die Gemeinde befindet sich im Osten des slowakischen Donautieflands, am linken Ufer des unteren Hron. Das Ortszentrum liegt auf einer Höhe von 152 m n.m. und ist neun Kilometer von Levice entfernt.
Nachbargemeinden sind Levice im Norden, Starý Hrádok im Osten, Žemliare im Süden, Turá im Südwesten, Tekovský Hrádok im Westen und Dolná Seč im Nordwesten.

## Geschichte

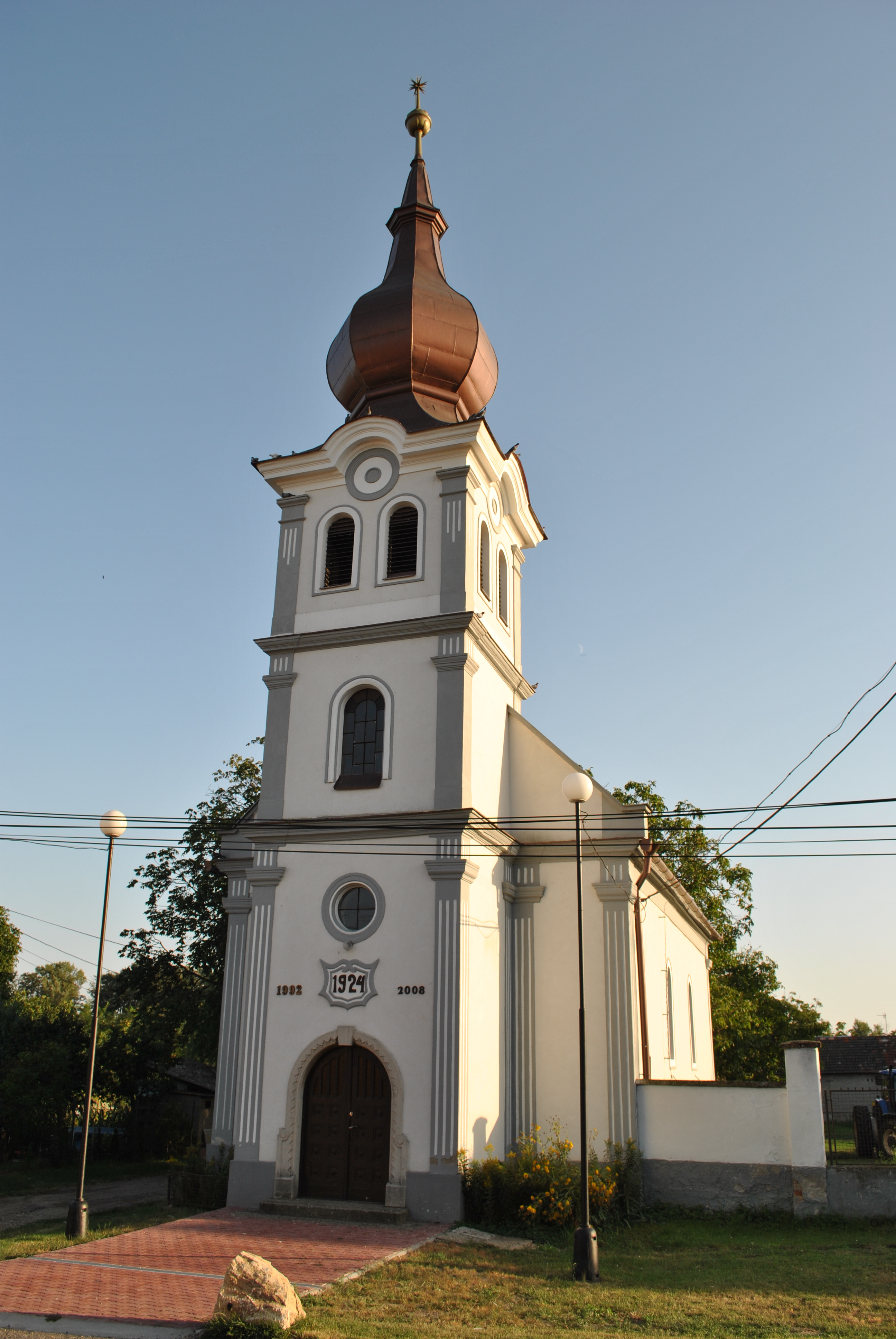
Kirche in Vyšné nad Hronom

Vyšné nad Hronom wurde zum ersten Mal 1264 als Nogud schriftlich erwähnt und war zuerst Besitz landadliger Familien aus Turá und Hrádok, ab 1388 gehörte es zur Herrschaft der Burg Lewenz. 1536 gab es 13 Porta, 1601 standen je eine Mühle, Pfarrhaus sowie 51 Häuser, 1720 wohnten 15 Steuerzahler hier, 1828 zählte man 89 Häuser und 377 Einwohner, die als Landwirte beschäftigt waren.
Bis 1918 gehörte der im Komitat Bars liegende Ort zum Königreich Ungarn und kam danach zur Tschechoslowakei beziehungsweise heute Slowakei. Auf Grund des Ersten Wiener Schiedsspruchs lag er 1938–1945 noch einmal in Ungarn.

## Bevölkerung
| Jahr                | 1994 | 2004    | 2014    | 2024    |
| ------------------- | ---- | ------- | ------- | ------- |
| Anzahl der Personen | 195  | 192     | 183     | 176     |
| Unterschied         |      | −1,53 % | −4,68 % | −3,82 % |

| Jahr                | 2023 | 2024    |
| ------------------- | ---- | ------- |
| Anzahl der Personen | 173  | 176     |
| Unterschied         |      | +1,73 % |

Nach der Volkszählung 2011 wohnten in Vyšné nad Hronom 177 Einwohner, davon 86 Magyaren und 83 Slowaken. Acht Einwohner machten keine Angabe zur Ethnie.
63 Einwohner bekannten sich zur reformierten Kirche, 51 Einwohner zur römisch-katholischen Kirche, drei Einwohner zur Evangelischen Kirche A. B. sowie jeweils ein Einwohner zu den Brethren und zur evangelisch-methodistischen Kirche. 38 Einwohner waren konfessionslos und bei 20 Einwohnern wurde die Konfession nicht ermittelt.

## Bauwerke
- reformierte (calvinistische) Toleranzkirche im klassizistischen Stil aus dem Jahr 1793[6]